# Tuc de Crabèra
El Tuc de Crabèra és una muntanya de 2.630 metres que es troba entre els municipis de Canejan, a la comarca de la Vall d'Aran i França.
Aquest cim està inclòs al llistat dels 100 cims de la FEEC